# わかる国語 読み書きのツボ
わかる国語 読み書きのツボ（わかるこくご よみかきのツボ）は、NHK教育テレビジョンで放送されていた国語教育番組である。対象は小学生で、大人の視聴者も意識した内容になっている。3・4年向けと5・6年向けがあり（後述）、後者には「5・6年」がタイトルに冠されている。
関連図書として『NHK わかる国語 読み書きのツボ ― 小学校3・4年生向け国語番組』（飯間浩明監修、MCプレス、2005年3月発行、ISBN 978-4-901972-31-4）がある。

## キャスト
()
出演者
- 徳田章（NHKアナウンサー）
- 光浦靖子（オアシズ）
- パペットマペット

声
- ツボくん - 松岡洋子（3・4年および5・6年）
- 悪ツボくん - 立川志の輔（5・6年）

## 主なスタッフ
音楽
- 桜井映子（3・4年）
- 近田春夫、ナカガワトシオ（5・6年）

イメージキャラクター制作
- フクシマミキ

## わかる国語 読み書きのツボ 3・4年
2004年4月5日から2005年3月7日まで1年間放送され（初回放送は隔週月曜日午前10時 - 10時15分）、その後も2009年3月まで再放送される。小学3・4年生が対象。「『青い鳥かごの中の鳥』はどういう意味にとれるか」など、日本語の仕組みについて、興味深い例を多く用いて説明する。街の人にインタビューしたり、小学校を訪れて児童に問題を出したりする。パペットマペットが文法コントのコーナーを担当する。
初回の放送タイトルと扱う内容、放送年月日は次のとおり。
1. 「ですますでございます」〔常体と敬体〕（2004年4月5日）
2. 「てんでんばらばら」〔読点〕（2004年4月19日）
3. 「しゃしんとるからぼうしとる」〔多義語〕（2004年5月10日）
4. 「ことばのせかいのこうりゃく本」〔国語辞典〕（2004年5月24日）
5. 「ツボは?　ツボも?」〔「は」と「も」〕（2004年6月7日）
6. 「ちゃんと言ってよ」〔が・を・に・へ〕（2004年6月21日）
7. 「図書館であそんじゃおう」〔図書館〕（2004年7月5日）
8. 「青いのはどっち?」〔修飾と被修飾〕（2004年8月23日）
9. 「どきどきすることば」〔擬態語〕（2004年9月13日）
10. 「のようなもの」〔比喩〕（2004年9月27日）
11. 「ことばを作るブロック」〔熟語の意味〕（2004年10月13日）
12. 「反対はどれ?」〔対義語〕（2004年10月27日）
13. 「小さなはたらきもの」〔助詞〕（2004年11月8日）
14. 「それが問題だ」〔指示語〕（2004年11月22日）
15. 「どうやってつなぐ?」〔接続語〕（2004年12月6日）
16. 「へんってへん?」〔漢字字典、部首〕（2005年1月12日）
17. 「うれしいときはなんていう?」〔感情表現〕（2005年1月24日）
18. 「わたしの目　あなたの目」〔人称・視点〕（2005年2月7日）
19. 「分けて、まとめる」〔改行・段落〕（2005年2月21日）
20. 「いいたいことは何ですか?」〔要約〕（2005年3月7日）

## わかる国語 読み書きのツボ 5・6年
3・4年版の初年度放送を小学3年生で見た児童が5年生になった2006年4月12日から1年間放送（初回放送は隔週水曜日午前10時45分 - 11時）。小学5・6年生が対象。ことば・日本語の仕組みを踏まえて、考えを文章にして伝える技術や、文章を読み取る技術を学ばせる。毎回、冒頭にクイズ形式のコントが取り入れられているのが特徴であるが、クイズの答え合わせをしないまま本題へなだれ込むのが常態であった（本編自体が答えである）。クイズでは徳田章アナウンサーが「読み書きの素人代表、光浦靖子さん」「読み書きを学んでどうするの?パペットマペットさん」と出演者を紹介し、それが本編での紹介を兼ねている。2011年度まで再放送されており、2006年度ともども金曜に再放送される形をとっている。2023年度までNHK for Schoolにて配信されていた。
初回の放送タイトルと扱う内容、放送年月日は次のとおり。
1. 「ばっちり伝えることば術」〔ものを描写する〕（2006年4月12日）
2. 「ことばでじょうずにご案内」〔道案内をする〕（2006年4月26日）
3. 「じっくり見てみよう」〔絵から読み取る〕（2006年5月17日）
4. 「あたまのなかで絵をかこう」〔文章から内容をイメージする〕（2006年5月31日）
5. 「だれのこと言ってるの?」〔必要な主語〕（2006年6月14日）
6. 「切ってつないで」〔文を分ける・まとめる〕（2006年6月28日）
7. 「せすじをまっすぐ」〔ねじれ文を直す〕（2006年7月12日）
8. 「なぜかというと」〔理由を言葉にする〕（2006年8月23日）
9. 「三角形で伝えよう」〔説明の三要素〕（2006年9月13日）
10. 「数えてすっきり」〔情報の整理・分類〕（2006年9月27日）
11. 「事実?意見?」〔事実と意見を区別する〕（2006年10月11日）
12. 「ひっぱりすぎにご用心」〔結論を早めに〕（2006年10月25日）
13. 「おはなしの地図」〔物語の型を知る〕（2006年11月8日）
14. 「いつ だれが どこで なにした」〔5W1H〕（2006年11月22日）
15. 「きいた話を伝えよう」〔再話に挑戦〕（2006年12月6日）
16. 「「です ます」を使う?使わない?」〔文体〕（2007年1月10日）
17. 「視点を変える」〔違う視点から物語を作る〕（2007年1月24日）
18. 「和語と漢語」〔使用語彙と印象の違い〕（2007年2月7日）
19. 「広告のウソを見ぬけ!」〔批判的に読む〕（2007年2月21日）
20. 「反論を考える」〔筋の通った議論〕（2007年3月7日）

「あたまのなかで絵をかこう」の回では、由紀さおりがゲスト出演している。
【放送時間】
- 2006年度 - 2007年度：隔週水曜日 10:45 - 11:00、毎週金曜日 11:15 - 11:30（再放送、2006年度のみ）
- 2008年度 - 2010年度：毎週木曜日 10:15 - 10:30
- 2011年度：毎週月曜日 09:30 - 09:45